# Cologna Veneta
Cologna Veneta (velenceiül Cołonja Veneta) település Olaszországban, Veneto régióban, Verona megyében. Lakosainak száma 8360 fő (2023. január 1.). Cologna Veneta Asigliano Veneto, Lonigo, Orgiano, Pressana, Roveredo di Gua, Veronella, Zimella és Poiana Maggiore községekkel határos.

## Népesség
A település népességének változása:
| Lakosok száma | 8605 | 8468 | 8360 |
|               | 2017 | 2018 | 2023 |